# Liste der Kulturdenkmale auf der Marienhöhe (Eisenach)
Die Liste der Kulturdenkmale auf der Marienhöhe (Eisenach) enthält die Kulturdenkmale des Denkmalensembles Marienhöhe im Südviertel von Eisenach mit seinen Teilen und Einzeldenkmalen, wie sie in der vom Thüringischen Landesamt für Denkmalpflege und Archäologie 2006 herausgegebenen Denkmaltopographie veröffentlicht wurden. Dabei wurden unbebaute Flurstücke, die zum Denkmalensemble gehören, nicht in die Tabelle unten aufgenommen.

## Legende
- Bild: zeigt ein Bild des Kulturdenkmals und gegebenenfalls einen Link zu weiteren Fotos des Kulturdenkmals im Medienarchiv Wikimedia Commons
- Bezeichnung: Name, Bezeichnung oder die Art des Kulturdenkmals
- Lage: Wenn vorhanden Straßenname und Hausnummer des Kulturdenkmals; Grundsortierung der Liste erfolgt nach dieser Adresse. Der Link Karte führt zu verschiedenen Kartendarstellungen und nennt die Koordinaten des Kulturdenkmals.
 Kartenansicht, um Koordinaten zu setzen – in dieser Kartenansicht sind Kulturdenkmale ohne Koordinaten mit einem roten bzw. orangen Marker dargestellt und können in der Karte gesetzt werden. Kulturdenkmale ohne Bild sind mit einem blauen bzw. roten Marker gekennzeichnet, Kulturdenkmale mit Bild mit einem grünen bzw. orangen Marker.
- Datierung: gibt das Jahr der Fertigstellung beziehungsweise das Datum der Erstnennung oder den Zeitraum der Errichtung an
- Beschreibung: bauliche und geschichtliche Einzelheiten des Kulturdenkmals, vorzugsweise die Denkmaleigenschaften
- ID: Die ID identifiziert das Kulturdenkmal eindeutig. In Thüringen sind aktuell keine IDs veröffentlicht. In der ID-Spalte kann sich auch folgendes Icon  befinden, dies führt zu Angaben zu diesem Kulturdenkmal bei Wikidata.

## Denkmalliste
| Bild                           | Bezeichnung                                     | Lage                                    | Datierung | Beschreibung | ID |
| ------------------------------ | ----------------------------------------------- | --------------------------------------- | --------- | --- | -- |
| BW                             | Denkmalensemble Marienhöhe                      | Fritz-Koch-Straße 1 bis 42 (Karte)      |           | Teil des Denkmalensembles Marienhöhe mit den Gebäuden Nr. 1, 2, 3, 5, 7, 9, 10, 12, 14, 20, 23, 24, 25, 27, 28, 29, 30, 33, 34, 36, 37, 38, 38a, 39, 40, 42        |    |
| weitere Bilder Fotos hochladen | Wohnheim                                        | Fritz-Koch-Straße 2 (Karte)             | 1904–1905 | Wohnheim, Garage, Stützmauer, Einfriedung |    |
| weitere Bilder Fotos hochladen | Mehrfamilienhaus                                | Fritz-Koch-Straße 5 (Karte)             | 1893–1894 | Mehrfamilienhaus, Stützmauer, Einfriedung. Erbaut als Villa Sophia im Auftrag von Julius Friedrich Holtz nach Plänen von Otto March                                |    |
| weitere Bilder Fotos hochladen | Haus auf der Marienhöhe                         | Fritz-Koch-Straße 8 (Karte)             | 1907–1908 | Wohnheim Haus auf der Marienhöhe mit Nebengebäude, Stützmauer, Einfriedung, Pavillon, Grotte                                                                       |    |
| weitere Bilder Fotos hochladen | Zweifamilienhaus                                | Fritz-Koch-Straße 9 (Karte)             | 1903      | Zweifamilienhaus |    |
| BW                             | Kutscherhaus                                    | Fritz-Koch-Straße 9a (Karte)            |           | |    |
| weitere Bilder Fotos hochladen | Seniorenresidenz                                | Fritz-Koch-Straße 11 (Karte)            | 1904–1905 | Seniorenresidenz Haus Felseneck, Einfriedung, Garten |    |
| weitere Bilder Fotos hochladen | Mehrfamilienhaus                                | Fritz-Koch-Straße 23 (Karte)            | 1906–1909 | Mehrfamilienhaus, Stützmauer |    |
| weitere Bilder Fotos hochladen | Einfamilienhaus                                 | Fritz-Koch-Straße 25 (Karte)            | 1906–1907 | Einfamilienhaus, Gartenpavillon |    |
| weitere Bilder Fotos hochladen | Mehrfamilienhaus                                | Fritz-Koch-Straße 34 (Karte)            | 1896–1897 | Mehrfamilienhaus, Einfriedung |    |
| weitere Bilder Fotos hochladen | Mehrfamilienhaus                                | Fritz-Koch-Straße 36 (Karte)            | 1896–1897 | Mehrfamilienhaus, Garten, Einfriedung |    |
| weitere Bilder Fotos hochladen | Villa Magarethe                                 | Fritz-Koch-Straße 38 (Karte)            | 1895–1896 | Einfamilienhaus, Villa Magarethe, Einfriedung, Nebengebäude |    |
| Fotos hochladen                | Villa Martha                                    | Fritz-Koch-Straße 40 (Karte)            | 1894–1895 | Einfamilienhaus, Villa Martha, Einfriedung |    |
| BW                             | Denkmalensemble Marienhöhe                      | Heinrich-Zieger-Straße 1 bis 8 (Karte)  |           | Teil des Denkmalensembles Marienhöhe mit den Gebäuden Nr. 1, 2, 3, 4, 5, 6, 8                                                                                      |    |
| weitere Bilder Fotos hochladen | Mehrfamilienhaus                                | Heinrich-Zieger-Straße 4 (Karte)        | 1906–1908 | Mehrfamilienhaus, Stützmauer |    |
| weitere Bilder Fotos hochladen | Einfamilienhaus                                 | Heinrich-Zieger-Straße 8 (Karte)        | 1906–1907 | Einfamilienhaus, Stützmauer mit Balustrade |    |
| BW                             | Denkmalensemble Marienhöhe                      | Johannes-Falk-Straße 1 bis 11 (Karte)   |           | Teil des Denkmalensembles Marienhöhe mit den Gebäuden Nr. 7, 9, 10, 11                                                                                             |    |
| BW                             | Villa Armin                                     | Johannes-Falk-Straße 9 (Karte)          |           | |    |
| BW                             | Wohnheim                                        | Johannes-Falk-Straße 10 (Karte)         | 1906–1907 | Wohnheim, Stützmauer, Einfriedung |    |
| BW                             | Villa mit Ausstattung, Gartenmauern und Pergola | Johannistal 4 (Karte)                   |           | |    |
| BW                             | Denkmalensemble Marienhöhe                      | Joseph-Kürschner-Straße 1 bis 8 (Karte) |           | Teil des Denkmalensembles Marienhöhe mit den Gebäuden Nr. 1, 3, 4, 4a, 4b, 4c, 6, 6a, 8                                                                            |    |
| weitere Bilder Fotos hochladen | Zweifamilienhaus                                | Joseph-Kürschner-Straße 1 (Karte)       | 1921–1922 | Zweifamilienhaus |    |
| BW                             | Denkmalensemble Marienhöhe                      | Kapellenstraße 1 bis 24 (Karte)         |           | Teil des Denkmalensembles Marienhöhe mit den Gebäuden Nr. 1, 1a, 1b, 1c, 1d, 2, 2a, 3, 4, 5, 5a, 6, 7, 8, 10, 11, 12, 13, 14, 15, 16, 17, 18, 20, 20a, 22, 22a, 24 |    |
| weitere Bilder Fotos hochladen | Mehrfamilienhaus                                | Kapellenstraße 2 (Karte)                | 1900      | Mehrfamilienhaus, Einfriedung |    |
| Fotos hochladen                | Einfamilienhaus                                 | Kapellenstraße 9 (Karte)                | 1888–1889 | Einfamilienhaus, Tusculum |    |
| Fotos hochladen                | Mehrfamilienhaus                                | Kapellenstraße 11 (Karte)               | 1904–1905 | Mehrfamilienhaus, Einfriedung |    |
| BW                             | Zweifamilienhaus                                | Kapellenstraße 11a (Karte)              | 1904–1905 | Zweifamilienhaus |    |
| weitere Bilder Fotos hochladen | Zweifamilienhaus                                | Kapellenstraße 13 (Karte)               | 1904–1905 | Zweifamilienhaus |    |
| BW                             | Mehrfamilienhaus                                | Kapellenstraße 14 (Karte)               | 1899–1900 | Mehrfamilienhaus, Einfriedung |    |
| Fotos hochladen                | Mehrfamilienhaus                                | Kapellenstraße 20 (Karte)               | 1909–1910 | Mehrfamilienhaus |    |
| BW                             | Mehrfamilienhaus                                | Kapellenstraße 22 (Karte)               | 1909–1910 | Mehrfamilienhaus |    |
| BW                             | Mehrfamilienhaus                                | Kapellenstraße 24 (Karte)               | 1887–1889 | Mehrfamilienhaus, Garten, Tor |    |
| BW                             | Denkmalensemble Marienhöhe                      | Kurstraße 1 bis 8 (Karte)               |           | Teil des Denkmalensembles Marienhöhe mit den Gebäuden Nr. 1, 2, 4, 5, 6, 6a, 8                                                                                     |    |
| weitere Bilder Fotos hochladen | Musikschule                                     | Kurstraße 1 (Karte)                     | 1911–1914 | Musikschule Johann Sebastian Bach, Einfriedung, Terrasse, Springbrunnen mit Putto                                                                                  |    |
| BW                             | Zweifamilienhaus                                | Kurstraße 3 (Karte)                     | um 1873   | Zweifamilienhaus |    |
| weitere Bilder Fotos hochladen | Mehrfamilienhaus                                | Kurstraße 8 (Karte)                     | 1908–1909 | Mehrfamilienhaus, Garten, Stützmauer, Einfriedung |    |
| BW                             | Denkmalensemble Marienhöhe                      | Mariental (Karte)                       |           | Teil des Denkmalensembles Marienhöhe mit den Gebäuden Nr. 3, 5, 7, 11 (abgebrochen), 15, 17, 19                                                                    |    |
| weitere Bilder Fotos hochladen | Wohnhaus                                        | Mariental 7 (Karte)                     | 1861      | Wohnhaus mit Nebengebäude, Einfriedung |    |
| weitere Bilder Fotos hochladen | Mehrfamilienhaus                                | Mariental 15 (Karte)                    | 1905–1906 | Mehrfamilienhaus |    |
| weitere Bilder Fotos hochladen | Mehrfamilienhaus                                | Mariental 17 (Karte)                    | 1905–1906 | Mehrfamilienhaus |    |
| BW                             | Denkmalensemble Marienhöhe                      | Otto-Speßhardt-Straße 1 bis 19 (Karte)  |           | Teil des Denkmalensembles Marienhöhe mit den Gebäuden Nr. 1, 2, 3, 4, 5, 5a, 6, 7, 8, 9, 10, 11, 12, 13, 15, 16                                                    |    |
| weitere Bilder Fotos hochladen | Villa Musica                                    | Otto-Speßhardt-Straße 1 (Karte)         | 1899–1900 | Therapiezentrum Villa Musica |    |
| Fotos hochladen                | Einfamilienhaus                                 | Otto-Speßhardt-Straße 9 (Karte)         | 1900      | Einfamilienhaus |    |
| BW                             | Villa, Freifläche                               | Otto-Speßhardt-Straße 10 (Karte)        |           | |    |
| BW                             | Mehrfamilienhaus                                | Otto-Speßhardt-Straße 15 (Karte)        | 1903–1904 | Mehrfamilienhaus |    |
| BW                             | Mehrfamilienhaus                                | Otto-Speßhardt-Straße 16 (Karte)        | 1874–1875 | Mehrfamilienhaus |    |
| BW                             | Denkmalensemble Marienhöhe                      | Philipp-Kühner-Straße 1 bis 19 (Karte)  |           | Teil des Denkmalensembles Marienhöhe mit den Gebäuden Nr. 1, 3, 5, 9, 11, 15, 19                                                                                   |    |
| BW                             | Mehrfamilienhaus                                | Philipp-Kühner-Straße 2 (Karte)         | 1895–1896 | Mehrfamilienhaus |    |
| BW                             | Wohnhaus                                        | Philipp-Kühner-Straße 9 (Karte)         |           | |    |

### Ehemaliges Denkmal
| Bild            | Bezeichnung   | Lage                 | Datierung | Beschreibung                                     | ID |
| --------------- | ------------- | -------------------- | --------- | ------------------------------------------------ | -- |
| Fotos hochladen | Villa Loisset | Mariental 11 (Karte) | um 1866   | Wohnhaus, Einfriedung, im Jahre 2014 abgebrochen |    |